# 約瑟·伯特蘭
約瑟·路易·弗朗索瓦·伯特兰（法語：Joseph Louis François Bertrand，法語發音：[ʒozɛf lwi fʁɑ̃swa bɛʁtʁɑ̃]；1822年3月11日—1900年4月5日），法国数学家、经济学家、科学史学家。

## 生平
伯特兰的父亲亚历山大·伯特兰是医生，英年早逝。伯特兰的母亲是数学家Jean-Marie Duhamel的姐妹，于是伯特兰自幼便受Duhamel的教导。（值得一提的是埃尔米特娶了伯特兰的姐/妹Louise。）
伯特兰9岁即可流利讲拉丁语，11岁就作为旁听生旁听巴黎综合理工大学的课程，11-17岁之间，他获得了二个中学毕业文凭，一个学士学位，一个科学博士学位，其论文是关于电学中的数学理论。伯特兰于1839年以第一名考入巴黎综合理工大学。随后，他获得了巴黎高等矿业专科学校数学教师资格，并以第一名的身份获得首次面向中学教师的数学教师资格。伯特兰在圣路易中学担任数学老师，辅导教师以及主考教师。1852年，他成为巴黎综合理工大学分析学教授，巴黎高等师范学校的微积分学讲师。随后1862年，他代替让-巴蒂斯特·毕奥成为法兰西公学院正式的数学-物理教授。
1856年伯特兰接替雅克·夏尔·弗朗索瓦·施图姆进入法国科学院。1874年，埃利·德博蒙特去世后，伯特兰成为数学部常任秘书长。
伯特兰对科学史很感兴趣。1856年，伯特兰出版了《阿拉戈及其科学生活的回忆录》，同年，出版了《现代天文学的奠基人们》，《法国科学院的研究员们》和《1666-1793年间法国科学院院士们》（1868年出版）。1872年出版了《阿布·瓦法的月球理论》，通过《达朗贝尔》(1889年)和《布莱斯·帕斯卡》(1890年)二本书使得数学史名声大震。1897年，伯特兰在索邦大学举办了关于弗朗索瓦·韦达的研讨会。

## 成果
1845年，通过分析小于6 000 000的素数表，伯特兰提出如下猜想：对于任意大于等于2的整数，在n和2n之间至少存在一个素数。1850年，巴夫尼提·列波维奇·切比雪夫证明了这个猜想。
为了研究数项级数的收敛性，伯特兰给出了比黎曼级数更精细的比较判别法。
1873年发表了伯特兰定理，证明了只有平方反比有心力和径向谐振子力可以给出闭合轨道。
经济学方面，伯特兰感兴趣的是双头垄断模型。

## 主要著作
·Traité de calcul différentiel et de calcul intégral (Paris : Gauthier-Villars, 1864-1870) (2 volumes)
·Rapport sur les progrès les plus récents de l'analyse mathématique (Paris: Imprimerie Impériale, 1867)
·Traité d'arithmétique (L. Hachette, 1849)
·Thermodynamique (Paris : Gauthier-Villars, 1887)
·Méthode des moindres carrés (Mallet-Bachelier, 1855)
·Leçons sur la théorie mathématique de l'électricité / professées au Collège de France (Paris : Gauthier-Villars et fils, 1890)
·Calcul des probabilités (Paris : Gauthier-Villars et fils, 1889)
·Arago et sa vie scientifique (Paris : J. Hetzel, 1865)
·Blaise Pascal (Paris : C. Lévy, 1891)
·Les fondateurs de l'astronomie moderne : Copernic, Tycho Brahé, Képler, Galilée, Newton (Paris: J. Hetzel, 1865)
·Sur l'attraction des sphéroïdes, Paris, Bachelier, 1838 (lire en ligne)
·Sur la distribution de l'électricité, Paris, Bachelier, 1828 (lire en ligne)
·Sur la théorie des phénomènes thermo-mécaniques, Paris, Bachelier, 1838 (lire en ligne)